# Нускова
Нускова (словен. Nuskova) — поселення в общині Рогашовці, Помурський регіон, Словенія. Висота над рівнем моря: 245,7 м.